# Kutasó
Kutasó je vas na Madžarskem, ki upravno spada pod podregijo Pásztói Županije Nógrád.